# Meemoeder
Een meemoeder (ook duomoeder) is een vrouw die de echtgenote of partner is van de biologische moeder van een kind en die dat kind samen met de biologische moeder als ouder opvoedt. Samen worden biologische moeder en meemoeder ook wel 'duomoeders' genoemd. Het gebruik van de term 'meemoeder' is afhankelijk van de persoonlijke voorkeur van de beide ouders.
Juridisch kan de meemoeder in sommige landen – waaronder Nederland en België – door adoptie ouder van het kind worden. In een beperkt aantal landen kan de meemoeder ook – zoals de vader in een heteroseksuele relatie – automatisch als echtgenote van de biologische moeder of door erkenning juridisch ouder van het kind worden; dit is in Nederland sinds 1 april 2014 het geval en in België sinds 1 januari 2015.
Een dergelijk juridisch meemoederschap zonder de omweg via adoptie bestaat eveneens in Australië, in de Canadese deelstaten Brits-Columbia, Nieuw-Brunswijk, Manitoba, Alberta, Québec en Ontario, in Ierland, Oostenrijk, Portugal, Spanje, het Verenigd Koninkrijk, Denemarken, IJsland, Noorwegen en Zweden.

## Juridische terminologie
De Nederlandse wet gebruikt het woord 'meemoeder' niet. Biologische moeder en meemoeder zijn beiden 'moeders'; waar nodig wordt het verschil gemaakt tussen de 'vrouw' of 'moeder uit wie het kind is geboren' en de 'moeder uit wie het kind niet is geboren'.
In de Belgische wet staat daarentegen de 'meemoeder' als ouder naast 'moeder' en 'vader'; het woord 'meemoeder' is in België dus officieel juridisch taalgebruik. Een dergelijk terminologisch verschil bestaat eveneens in het Frans, namelijk tussen Québec en België: terwijl het Burgerlijk Wetboek (code civil) van Québec het alleen over 'mères' heeft, is in België de (biologische) moeder 'mère' en de meemoeder 'coparente'. Dit laatste woord werd verkozen boven het ook gebruikte 'comère', omdat 'comère' te dicht bij 'commère' staat, wat 'roddelaarster' betekent; het meemoederschap wordt echter wel 'comaternité' genoemd.
Tussen de Scandinavische landen is er een ander verschil: in Denemarken en Noorwegen wordt de meemoeder ook in de wet 'meemoeder' genoemd (Deens medmoder, Noors medmor), in Zweden en IJsland noemt de wet haar gewoon 'ouder' (Zweeds förälder, IJslands foreldri). Ook in het Verenigd Koninkrijk heet de meemoeder wettelijk 'ouder' (Engels parent).